# 圣马可堂 (布里斯托尔)

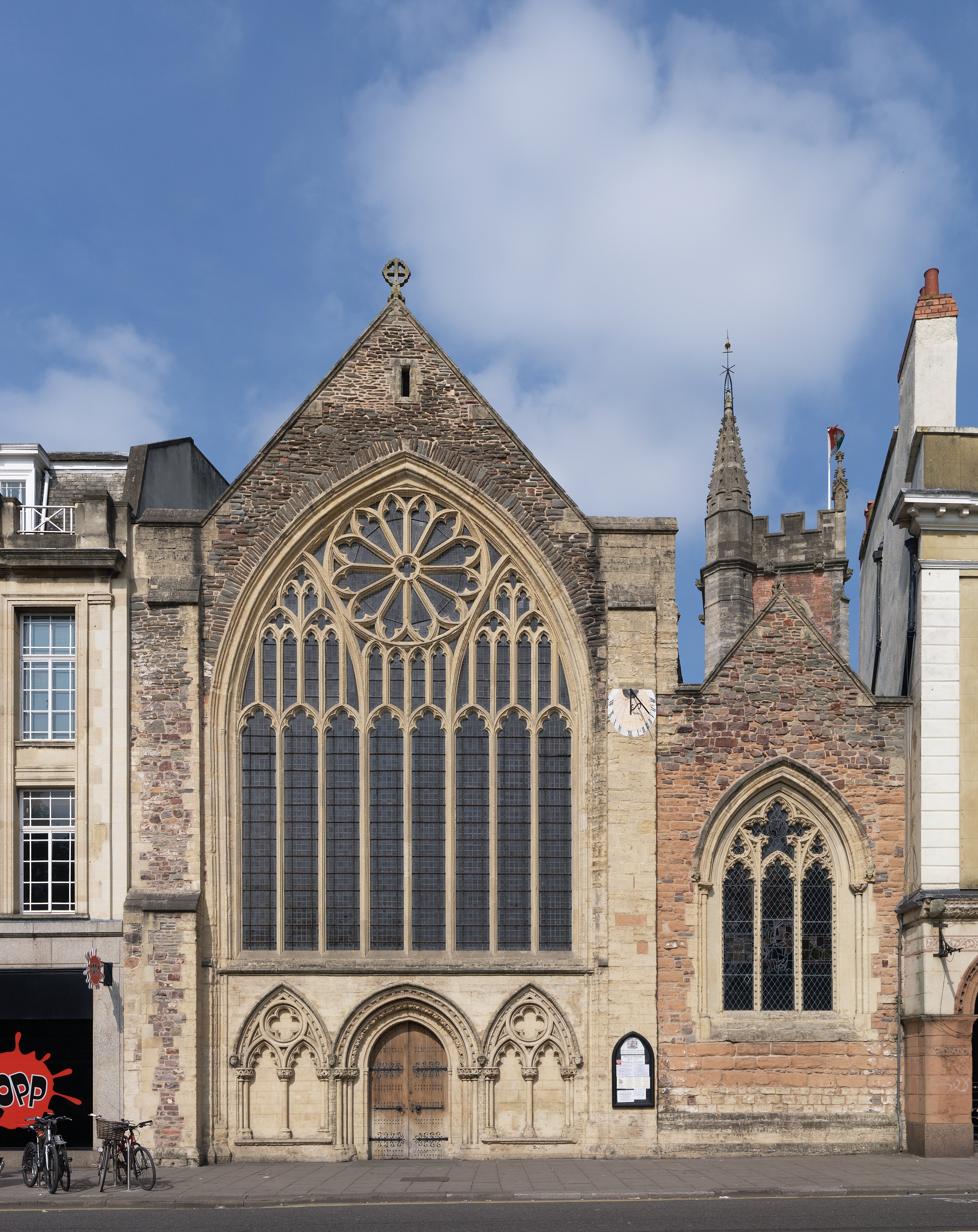
圣马可堂西立面，在1830年和1889年改建

圣马可堂（St Mark's Church）又名市长大人礼拜堂（Lord Mayor's Chapel），是英格兰布里斯托尔一座古老的教堂，位于学院绿地东北侧，布里斯托尔座堂的对面。该堂建于1230年，由附近贝克利城堡的贝克利家族成员创建，作为毗邻的冈特济贫院（Gaunt's Hospital，建于1220年，现已拆除）的教堂。在17世纪，许多胡格诺派教徒从法国逃到布里斯托尔，从1687年到1722年，布里斯托尔市议会允许他们使用这座教堂。胡格诺。自1722年以来，成为布里斯托尔市长和市政厅的官方教堂。 它是英国仅有的两座由私人拥有，而用于市政厅礼拜的教堂之一， 另一座是伦敦的圣劳伦斯堂（St Lawrence Jewry）。 该堂最初由修道院的墓地隔开，现在称为学院绿地。除了西立面以外，该堂被后来相邻的建筑物所包围，但是仍然可见到钟楼。该堂拥有一些精美的晚期哥特式建筑特征和欧洲大陆 花窗玻璃。现已列为I级登录建筑.教堂定期对游客和礼拜开放。